# Processo Czochralski

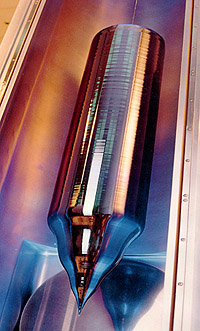
Lingotto di silicio puro prodotto con il processo Czochralski

Il processo Czochralski è una tecnica introdotta nei sistemi produttivi industriali agli inizi degli anni cinquanta, che permette di ottenere la crescita di monocristalli di estrema purezza. In ambito industriale tale processo è impiegato principalmente nella crescita di blocchi di silicio, che si ottengono con la forma di lingotti cilindrici. Il processo prende il nome dal ricercatore polacco Jan Czochralski, che lo sviluppò nel 1916 mentre stava studiando la cristallizzazione dei metalli.

## Descrizione

Processo Czochralski

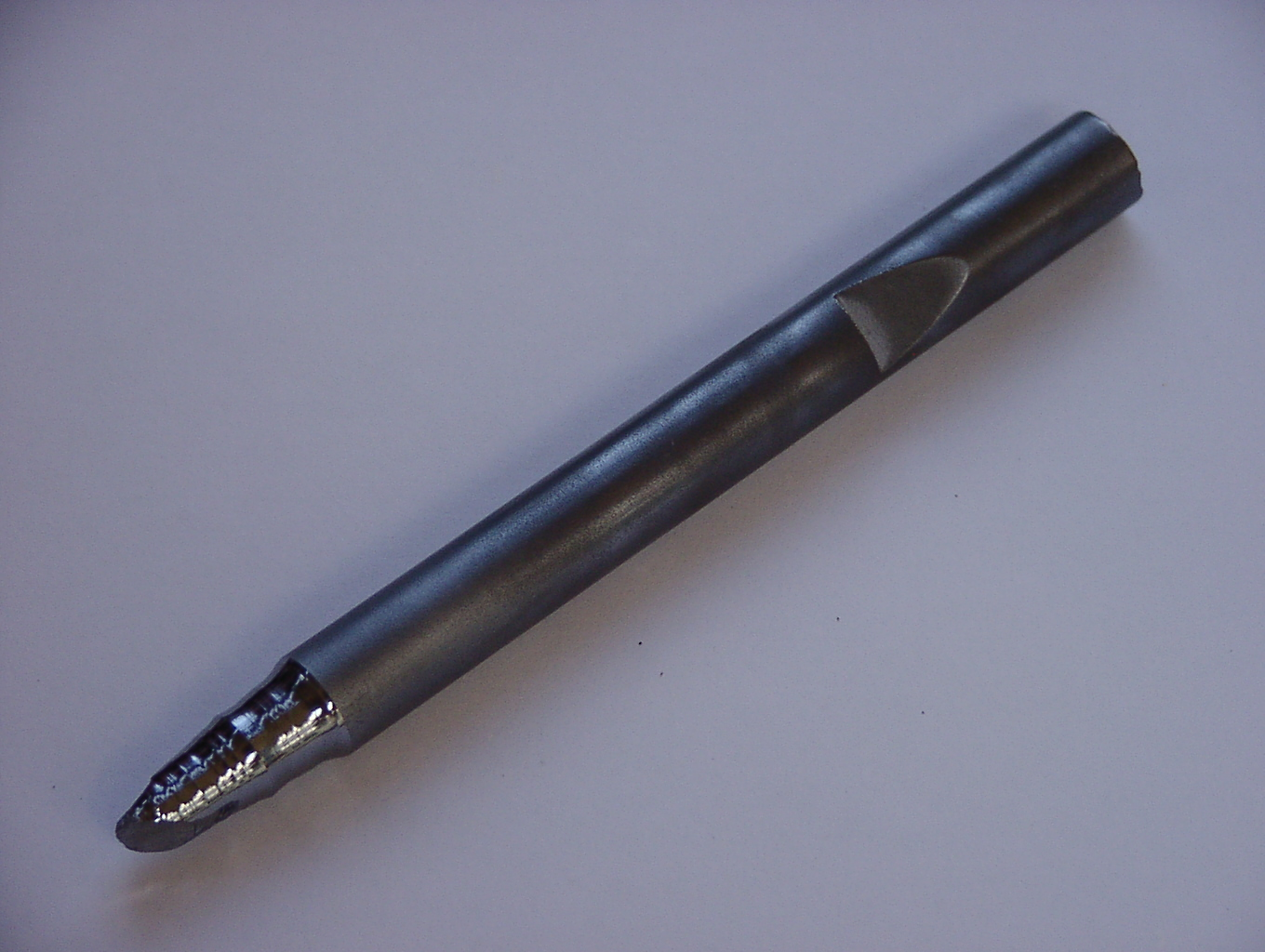
Una barra di crescita di silicio

Il silicio monocristallino è il materiale di base per la realizzazione di transistor, circuiti integrati, microprocessori ed altri dispositivi microelettronici integrati.
Per la creazione di un circuito integrato, che può essere composto da milioni di elementi microscopici, è infatti necessario avere un substrato estremamente omogeneo e privo di discontinuità o difetti, che pregiudicherebbero la qualità o l'affidabilità dei componenti. Tali substrati sono detti wafer. Il più utilizzato nell'industria dei semiconduttori è il silicio monocristallino cresciuto con la tecnica Czochralski.
Il wafer deve essere formato da silicio con un elevato grado di purezza e con gli atomi disposti "ordinatamente" in un reticolo cristallino (monocristallino). Il silicio prodotto con le tecniche ordinarie (silicio metallurgico) ha invece una struttura policristallina (oltre ad avere una purezza insufficiente per l'uso in elettronica). Il silicio è un atomo tetravalente, in quanto appartenente al quarto gruppo della tavola periodica; la disposizione degli elettroni di legame fa sì che una struttura cristallina di silicio sia formata da un insieme di piramidi a base triangolare, ognuna delle quali data da un atomo che possiamo considerare trovarsi nel centro della piramide e dai quattro elettroni di legame che si vengono sostanzialmente a trovare sui vertici della struttura.
Il processo consiste nel sollevamento verticale (tramite un apparato chiamato puller o estrattore) e contemporaneamente nella rotazione antioraria, di un seme monocristallino di silicio, appropriatamente orientato (per esempio con il piano <111> disposto orizzontalmente) e introdotto nel silicio fuso a 1425 °C mediante un'asta metallica, mentre il crogiolo gira in senso opposto. La parte del seme 'immersa' fonde, ma la parte restante lambisce la superficie del fuso.
Durante il sollevamento/rotazione, avviene una progressiva solidificazione all'interfaccia fra solido e liquido, generando un monocristallo di grandi dimensioni. Le velocità di crescita tipiche si aggirano intorno ad alcuni millimetri al minuto.
Elementi come boro o fosforo possono essere aggiunti per creare la base delle giunzioni PN p-type o n-type.
Gli atomi di silicio fuso, a contatto con il seme monocristallino, si orientano secondo il reticolo atomico della struttura del silicio; si tratta di un processo simile alla formazione di un cristallo di quarzo, ma con la differenza che in natura un cristallo di quarzo si forma in milioni di anni, mentre con questo processo di laboratorio un lingotto di silicio monocristallino si ottiene in pochi giorni. La fusione avviene in atmosfera inerte di argon.
Il Silicio nel crogiolo è mantenuto a temperature di pochi gradi superiori a quelle di fusione, e aderendo al seme monocristallino, si solidifica molto rapidamente conservando la struttura monocristallina del seme a cui aderisce. Il controllo rigoroso della temperatura del materiale fuso, dell'atmosfera nella camera, e della velocità di estrazione, nonché assenza assoluta di vibrazioni, consente la produzione di fusi perfettamente cilindrici e altamente puri.

Un'ulteriore lavorazione, detta crescita con metodo float zone (FZ) permette di ottenere barre di silicio ultrapuro: Una puleggia fonde sezione per sezione il lingotto di silicio in ambiente inerte (sotto vuoto o sotto gas inerte) e muove il metallo fuso, il quale espelle le eventuali impurità.
L'operazione successiva consiste nel tagliare il fuso tramite dischi o fili diamantati, ottenendo i sottili dischi con spessore di pochi decimi di millimetro chiamati wafer; i wafer costituiranno quindi il supporto (substrato) per i diversi dispositivi elettronici. Dato che la quantità di dispositivi ricavabili da una singola fetta è proporzionale alla sua area, col tempo si è cercato di realizzare fusi con diametro sempre maggiore; attualmente si realizzano fusi con un diametro di circa 30 cm; considerando che l'area di silicio necessaria ad un microprocessore è di circa un centimetro quadro, da un wafer di 20 cm di diametro se ne ricavano poco meno di 300 (un diametro di 20 cm produce un'area utilizzabile di circa 300 cm2), mentre da un wafer con diametro di 30 cm se ne possono ricavare fino a 700.

## Dimensione dei cristalli
Le dimensioni standard dell'industria elettronica richiedono wafer di 200 mm e 300 mm in diametro. I lingotti di silicio ottenuti possono essere lunghi fino a due metri e pesare centinaia di kg. In futuro si prevede di creare lingotti di 450 mm in diametro nel 2018. I wafer di silicio ritagliati dai lingotti hanno spessore di 0.2–0.75 mm.

## Impurità interne
Quando il silicio è fatto crescere con tale metodo, la fusione è contenuta in un crogiolo di silice (quarzite). Durante la fusione, le pareti rilasciano una parte di elementi come ossigeno alla concentrazione tipica di 1018 cm−3. Impurità d'ossigeno possono avere un effetto positivo. Con adeguata scelta di condizioni si ha la formazione di precipitato d'ossigeno. Questo crea l'effetto di intrappolare impurità di metallo di transizione in un processo detto gettering. Inoltre tale aggiunta involontaria di impurità crea una maggior robustezza dei wafer. Inoltre è stata dimostrata la maggior resistenza alle radiazioni ionizzanti in strumenti usati per la rilevazione di particelle (CERN, LHC/S-LHC). I rilevatori fabbricati con il metodo Czochralski e Magnetic Czochralski-silicon sono candidati ad essere utilizzati nei futuri esperimenti di alte energie. È dimostrato che la presenza di ossigeno aumenta l'intrappolamento durante il processo successivo di ricottura.
L'ossigeno presente può reagire con la luce solare, come nelle celle solari. Questo risulta dalla formazione di un legame complesso ossigeno-boro che ne diminuisce l'efficienza; fino al 3% in meno nel giro di poche ore di esposizione.

### Espressione matematica delle impurità interne
La concentrazione delle impurità nel solido cristallino che risultano dalla refrigerazione di un dato volume di materiale può essere ottenuta dal considerare il coefficiente di segregazione.
{\displaystyle k_{O}}: Coefficiente di segregazione
{\displaystyle V_{0}}: Volume iniziale
{\displaystyle I_{0}}: Numero di impurità
{\displaystyle C_{0}}: Concentrazione impurità nella fusione
{\displaystyle V_{L}}: Volume della fusione
{\displaystyle I_{L}}: Numero di impurità nella fusione
{\displaystyle C_{L}}: Concentrazione delle impurità nella fusione
{\displaystyle V_{S}}: Volume del solido
{\displaystyle C_{S}}: Concentrazione di impurità nel solido
Durante il processo, volume della fusione {\displaystyle dV} raffredda e le impurità presenti vengono rimosse.
{\displaystyle dI=-k_{O}C_{L}dV\;}
{\displaystyle dI=-k_{O}{\frac {I_{L}}{V_{O}-V_{S}}}dV}
{\displaystyle \int _{I_{O}}^{I_{L}}{\frac {dI}{I_{L}}}=-k_{O}\int _{0}^{V_{S}}{\frac {dV}{V_{O}-V_{S}}}}
{\displaystyle \ln \left({\frac {I_{L}}{I_{O}}}\right)=\ln \left(1-{\frac {V_{S}}{V_{O}}}\right)^{k_{O}}}
{\displaystyle I_{L}=I_{O}\left(1-{\frac {V_{S}}{V_{O}}}\right)^{k_{O}}}
{\displaystyle C_{S}=-{\frac {dI_{L}}{dV_{S}}}}
{\displaystyle C_{S}=C_{O}k_{O}(1-f)^{k_{o}-1}}
{\displaystyle f=V_{S}/V_{O}\;}

## Galleria d'immagini

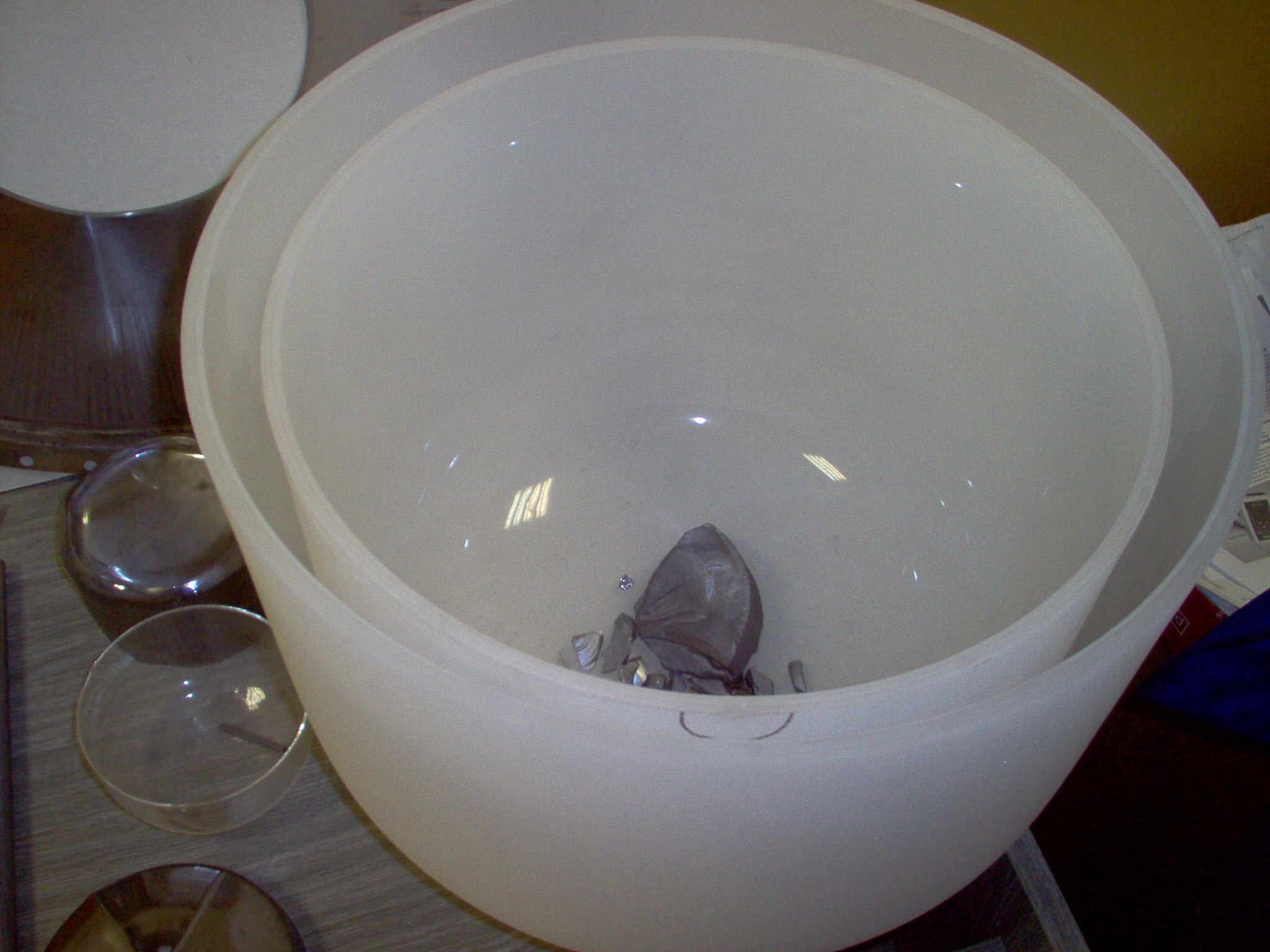
Crogiolo usato nel metodo Czochralski
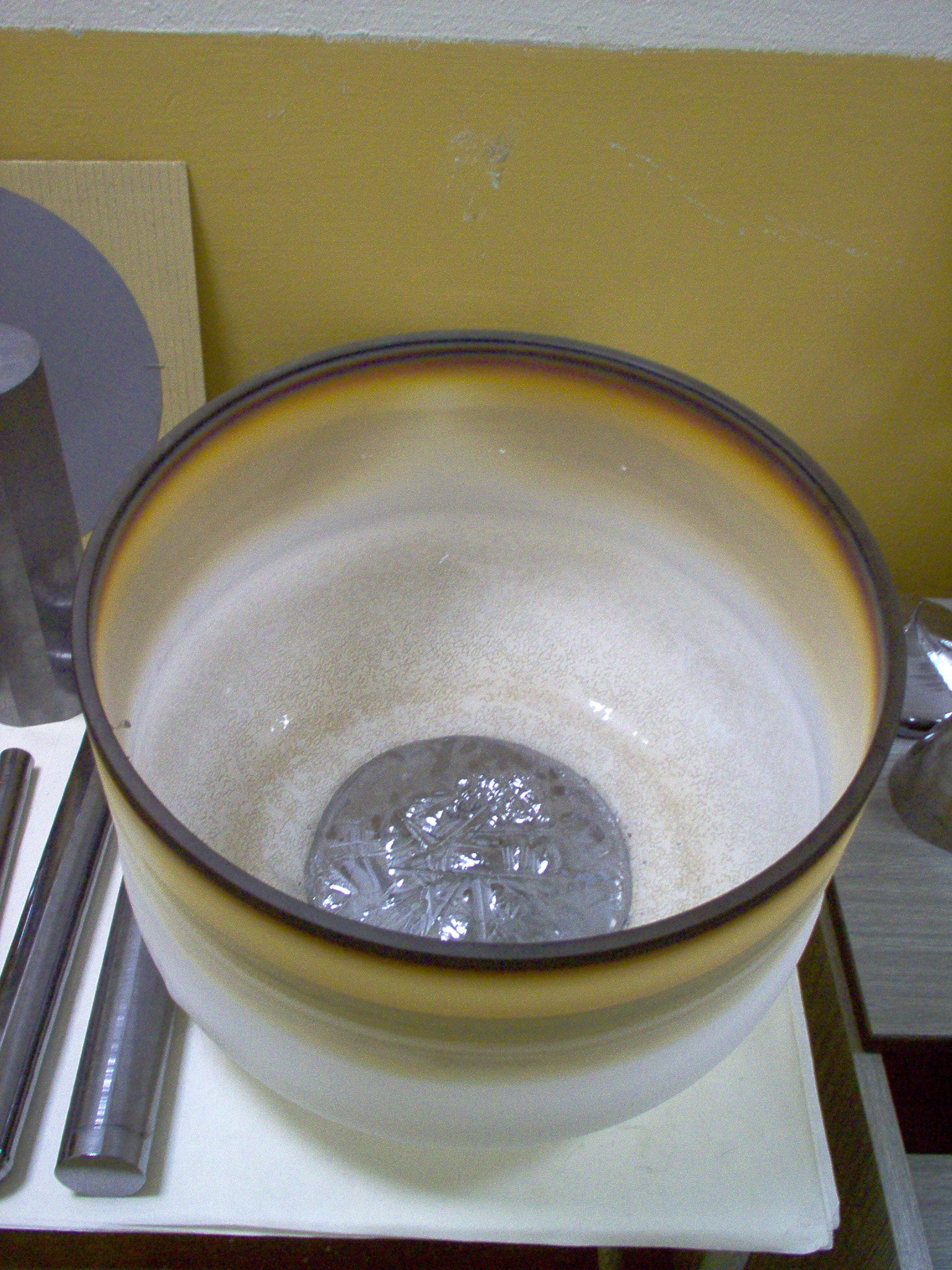
Crogiolo dopo l'utilizzo
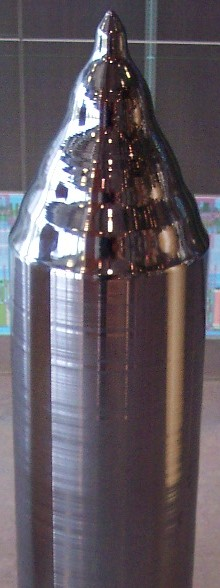
Lingotto